# Batterie de la Pointe aux Canons
La Batterie de la Pointe aux Canons était un fort sur l'île de Saint-Pierre construit par les Français pour défendre les îles des raids anglais de 1690-1713. La batterie à 6 canons a été détruite par les anglais durant l'expédition en Terre-Neuve de 1702.
L'ancienne batterie de canons a été remplacée durant le XIXe siècle, afin de défendre les îles durant la guerre de Crimée. Le Phare de la Pointe aux Canons se trouve sur une digue ayant comme origine la Pointe aux Canons, au nord-est de la batterie actuelle. Aujourd'hui, elle est composée de quatre canons, qui sont libres d'accès au public.